# Тишковичі (Іванівський район)
Тишковичі  (біл. Ты́шкавічы)  — агромістечко у складі Мотольської сільради Іванівського району Брестської області Білорусії.

## Етимологія
Топонім «Тишкевичі», який Ст. А. Жучкевич наводить як назву села, є освітою від прізвища «Тишкевич».

## Географічне положення
Тишковичі розташовані за 28 км на північний захід від Іванове і за 30 км від залізничної станції Янів-Поліський.

## Історія
Свідченням заселення цих місць з давніх-давен служать археологічні стоянки. Парковки були виявлені у 1962 році, досліджені у 1971 році та обстежені у 1986 році В. Ф. Ісаєнком. Стоянка-1 із частково зруйнованим культурним шаром знаходиться на схід від села, на східному березі озера Мульне. Її довжина становить 250 метрів, а висота над рівнем озера – 4 метри. Крім наконечників стріл і пластинчастих ножів було знайдено уламки кераміки, що належать до німської культури. Стоянка-2 довжиною понад 200 метрів знаходиться на південно-східному березі озера Мульне. Кремневі знаряддя праці та уламки горщиків свідчать про приналежність до неоліту та бронзового віку. Стоянка-6, що знаходиться за 2,5 км на північний захід від агромістечка, на терасі річки Ясельда, була виявлена та досліджена у 1986 році В. Ф. Ісаєнком, а обстеження провела вже Є. Г. Калечиць у 1988 році. До знахідок увійшли близько 600 крем'яних знарядь праці, кілька виробів з кістки і роги, уламки ліпних остродонних судин. Належить до неоліту.
У писемних джерелах Тишковичі вперше згадуються під 1520 роком. Коли було прийнято «Статут на волоки», вони були селом у Пінському повіті Трокського воєводства Великого князівства Литовського і належали шляхтичам . Опинившись із 1785 року у складі Російської імперії, з 1801 року Тишковичі перебували у Кобринському повіті Гродненської губернії . Документи 1833 згадують їх як фольварк . За даними на 1866 рік, це вже село в Дружиловичській волості. В 1905 Тишковичі згадуються як село в Мотольській волості.
З 1915 по 1918 рік Тишковичі зазнали окупації німецькими військами, з 1919 року — польськими. До складу Польщі вони увійшли 1921 року. За даними 1924 року, Тишковичі належали до Мотольської гміни Дрогочинського повіту Поліського воєводства . У селі було 180 будівель, зокрема школа, в якій в 1934 навчалося 275 осіб.
У 1939 році Тишковичі увійшли до складу БРСР . Станом на 1940 рік вони були центром Тишківської сільради Іванівського району Пінської області. У Тишківській сільраді, яка на той час займала площу 3079 гектарів, значився лише один населений пункт. На той час у селі працювали початкова російська школа та кооперативний торговий пункт. Поблизу села були виявлені поклади торфу.
Під час Великої Вітчизняної війни Тишковичі зазнали німецько-фашистської окупації, під час якої загинуло 38 мирних жителів та 5 партизанів. На фронтах під час Другої світової війни загинули 56 жителів.
З 8 січня 1954 року Тишковичі перебували у Брестській області. Після того, як Тишковицька сільрада була скасована, 9 березня 1959 року відбулося приєднання його території до Молодівської сільради. У 1962—1965 роках село належало до Дрогичинського району. У 1961 році школа в Тишковичах, яка стала з початкової семирічної у 1949 році, налічувала 256 учнів. Було введено окремі класи вечірньої школи сільської молоді.
Місцем праці мешканців Тишкович із 29 грудня 1949 року був колгосп імені Свердлова. 4 лютого 1958 року відбулося його приєднання до колгоспу імені Сталіна, центр якого перебував у селі Молодове. З 31 травня 1961 року село почало ставитися до колгоспу «XX партз'їзд» (центр господарства), який став основою для створення 29 серпня 1987 року радгоспу імені І. А. Полівка. З 2003 року перебуватиме в угіддях СВК «Агро-Мотоль». У Тишковичах діють середня школа, дитячий садок, бібліотека, амбулаторія та відділення зв'язку , Будинок культури та чотири магазини7[джерело?].
У 1974 році в селі було поставлено обеліск на згадку про жителів, які загинули на фронтах під час Другої світової війни   .

## Населення
- 1905 - 652 людини
- 1924 - 1019 осіб
- 1940 - 1456 осіб, 255 господарств
- 1959 - 1612 осіб
- 1979 - 1698 осіб
- 2005 рік - 1425 осіб, 553 господарства [1]
- 2019 рік - 1068 осіб